# Какоксеніт
Какоксеніт — мінерал, фосфат заліза та алюмінію з формулою: Fe3+24Al(PO4)17O6(OH)12·17(H2O). Какоксеніт асоційований із залізними рудами. Назва походить від грец. κăκός, що означає «поганий» або «злий», і грец. ξένος, що означає «гість», оскільки вміст фосфору в какоксеніті погіршує якість заліза, виплавленого з руди, що його містить.
Вперше какоксеніт був описаний в 1825 році за зразком з копальні «Хрбек» (Богемія, Чехія). Зустрічається як вторинна фаза в родовищах окисненого магнетиту та лимоніту. Він також зустрічається в новакулітах і багатих залізом і фосфором відкладах.

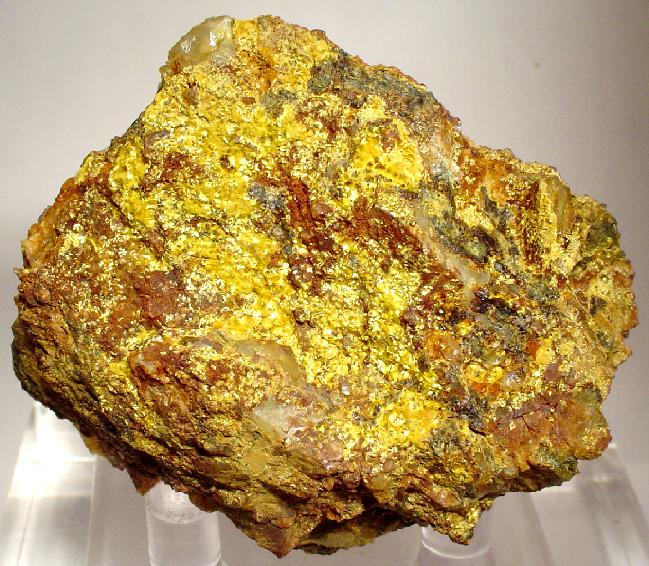
Какоксеніт, 6,2 х 5,4 х 4,1 см, Форт Лісмін, Шанаголден, графство Лімерик, Ірландія